# Asáraco
En la mitología griega, Asáraco (en griego antiguo, Ἀσσάρακος, Assarakos) era el segundo hijo del rey Tros de Dardania. Heredó el trono cuando su hermano mayor Ilo prefirió reinar sobre su recientemente fundada ciudad de Ilión, que llegaría a ser más conocida como Troya.
Asáraco se casó con una hija del oceánida Simois: Hieromneme. De Asáraco y Hieromneme nació Capis, que sería padre de Anquises y abuelo paterno de Eneas.